# Lycia istriana
Lycia istriana là một loài bướm đêm trong họ Geometridae.